# 103 км (зупинний пункт, Донецька залізниця)
103 кіломе́тр — залізничний пасажирський зупинний пункт Луганської дирекції Донецької залізниці.
Розташований у селищі Валянівськ, Ровеньківська міська рада, Луганської області на лінії Дебальцеве — Красна Могила між станціями Дар'ївка (5 км) та Валянівський (0,2 км).
Через військову агресію Росії на сході України транспортне сполучення припинене, водночас на середину листопада 2018 р. двічі на день курсує пара електропоїздів сполученням Фащівка — Красна Могила, що підтверджує сайт Яндекс.